# Gábor Horváth (kajakpaddlare)
Gábor Horváth, född den 15 november 1971 i Budapest, Ungern, är en ungersk kanotist.
Han tog OS-guld i K-4 1000 meter i samband med de olympiska kanottävlingarna 1996 i Atlanta.
Han tog OS-guld på samma distans i samband med de olympiska kanottävlingarna 2000 i Sydney.
Han tog därefter OS-guld igen i samband med de olympiska kanottävlingarna 2004 i Aten.